# Juvignies
Juvignies är en kommun i departementet Oise i regionen Hauts-de-France i norra Frankrike. Kommunen ligger i kantonen Nivillers som tillhör arrondissementet Beauvais. År 2022 hade Juvignies 297 invånare.

## Befolkningsutveckling
Antalet invånare i kommunen Juvignies
| Referens: INSEE |